# Labrum glenoideo
Labrum glenoideo también llamado Rodete glenoideo, es una estructura de fibrocartílago articular insertada en los bordes de la cavidad glenoidea, lo  cual aumenta la superficie de la misma, protege la estructura ósea y confiere mayor estabilidad a la articulación glenohumeral.